# Осада Нюрнберга
Осада Нюрнберга происходила с 17 июля по 18 сентября 1632 года вокруг императорского города Нюрнберг во время Тридцатилетней войны.

## Осада
В июле 1632 года, вместо того, чтобы столкнуться с численно превосходящей объединённой армией Священной Римской империи и Католической лиги под командованием Альбрехта фон Валленштейна и баварского курфюрста Максимилиана I, шведский король Густав II Адольф приказал тактически отступить в город Нюрнберг. Армия Валленштейна немедленно начала окружать Нюрнберг и осадила город, ожидая, пока голод и эпидемии нанесут вред шведским войскам.
Осаждающим оказалось трудно поддерживать осаду, потому что город был большим и требовались большие силы, чтобы обойти его. В лагере Валленштейна находилось 50 000 солдат, 15 000 лошадей и 25 000 лагерных сопровождающих. Добыть пищу для снабжения столь крупных статических осаждающих сил оказалось чрезвычайно сложно. Армия Густава выросла за счёт подкреплений с 18 500 до 45 000 человек при 175 полевых орудиях, что стало самой большой армией, которую он когда-либо возглавлял лично.
Из-за плохих санитарных условий и нехватки продовольствия обе стороны страдали от голода, сыпного тифа и цинги. Чтобы попытаться выйти из тупика, 25 000 человек под командованием Густава атаковали имперские окопы в битве при Альте Весте 31 августа, но не смогли прорваться, потеряв 2500 человек по сравнению с Императорскими потерями в размере 900 человек. В конце концов, осада закончилась через одиннадцать недель, когда шведы и их союзники отступили. Болезнь убила 10 000 шведских солдат, а также ещё 11 000 дезертировали. Густав был настолько ослаблен борьбой, что отправил мирные предложения Валленштейну, который их отклонил.